# Diana Mashkova
Diana Vladímirovna Mashkova (en ruso: Диа́на Влади́мировна Машко́ва;  (Kazán, 29 de noviembre de 1977), es una periodista, escritora y autora rusa.

## Temprana edad y educación
Diana nació en Kazán. Nació en la familia de un profesor e ingeniero. Diana se graduó de la Universidad Pedagógica Estatal de Kazán y realizó un posgrado en la Universidad Estatal de Kazán, donde aprendió el idioma inglés y la literatura extranjera. En 2002 Diana obtuvo su doctorado en literatura extranjera.
Diana se mudó a Moscú, Rusia en 2002, donde trabajó como intérprete con periodistas del Daily Telegraph. Desde 2002 hasta 2010 fue empleada de Transaero Airlines. Aquí trabajó como directora de clientes VIP.

## Carrera profesional
En 2007 Diana publicó su primer libro titulado 'Plus the minus of love'. Todos sus libros se publican bajo la editorial Eksmo en Rusia.

## Vida personal
Diana está casada. Tiene tres hijas y un hijo, tres de ellos adoptados.